# Tensione (chimica)
In chimica, una molecola sperimenta una tensione quando la sua struttura chimica subisce un qualche sforzo che innalza la sua energia interna  rispetto a un composto di riferimento privo di tensione. L'energia interna di una molecola consiste di tutta l'energia immagazzinata al suo interno. Una molecola in tensione ha una quantità addizionale di energia interna che una molecola priva di tensione non ha. Questa energia interna supplementare, o energia di tensione, può essere paragonata a una molla compressa. Proprio come una molla compressa deve essere tenuta al suo posto per impedire il rilascio della sua energia potenziale, una molecola può essere tenuta in una conformazione energeticamente sfavorevole dai legami chimici all'interno di quella molecola. Senza i legami che tengono la conformazione al suo posto, l'energia di tensione sarebbe rilasciata.

## Sommario

### Termodinamica
L'equilibrio di due conformazioni molecolari è determinato dalla differenza nell'energia libera di Gibbs delle due conformazioni. Da questa differenza di energia, può essere determinata la costante di equilibrio per le due conformazioni.
{\displaystyle \ln K_{\mathrm {eq} }={\frac {-\Delta G^{\circ }}{RT}}}
Se c'è una diminuzione nell'energia libera di Gibbs da uno stato a un altro, questa trasformazione è spontanea e lo stato di energia inferiore è più stabile. Una conformazione molecolare ad alta tensione e ad alta energia si convertirà spontaneamente nella conformazione molecolare a energia inferiore.

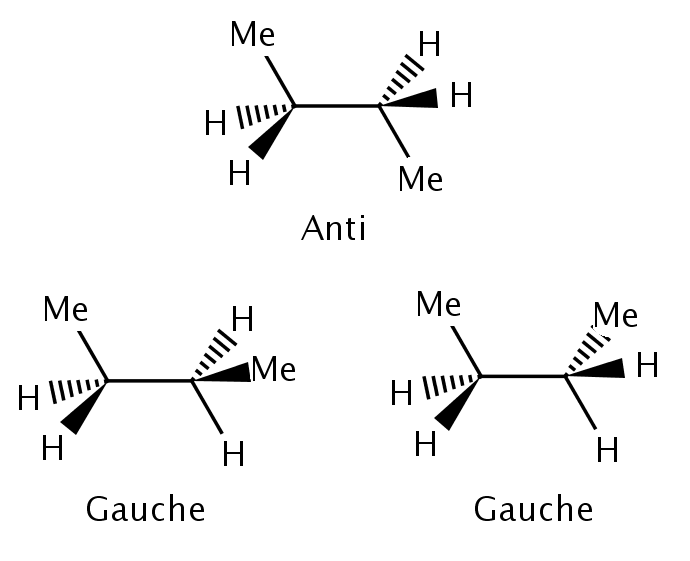
Esempi delle conformazioni anti e gauche del butano.

L'entalpia e l'entropia sono legate all'energia libera di Gibbs attraverso l'equazione (a temperatura costante):
{\displaystyle \Delta G^{\circ }=\Delta H^{\circ }-T\Delta S^{\circ }.}
L'entalpia è tipicamente la funzione termodinamica più importante per determinare una conformazione molecolare più stabile. Sebbene vi siano diversi tipi di tensione, l'energia di tensione associata a tutti è dovuta all'indebolimento dei legami all'interno della molecola. Poiché l'entalpia è di solito più importante, l'entropia può essere spesso ignorata. Questo non accade sempre; se la differenza di entalpia è piccola, l'entropia può avere un ruolo maggiore nell'equilibrio. Ad esempio, l'n-butano ha due possibili conformazioni, anti e gauche. La conformazione anti è più stabile di 0,9 kcal/mol. Ci aspetteremmo che il butano sia grosso modo per l'82% anti e per il 18% gauche a temperarura ambiente. Tuttavia, ci sono due possibili conformazioni gauche e solo una conformazione anti. Perciò, l'entropia fornisce un contributo di 0,4 kcal in favore della conformazione gauche. Troviamo che l'effettiva distribuzione conformazionale del butano è 70% anti e 30% gauche a temperatura ambiente.

### Determinazione della tensione molecolare

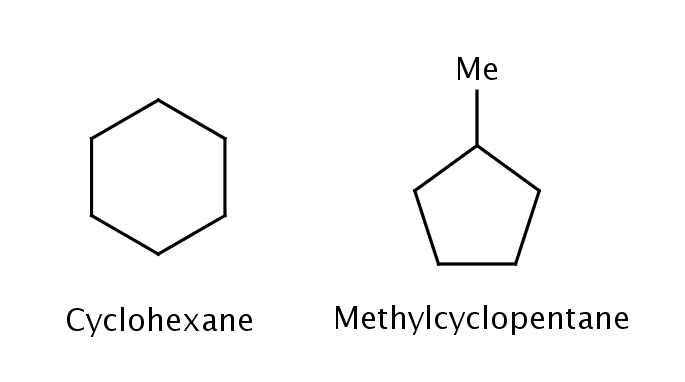
Immagini del cicloesano e del metilciclopentano.

Il calore di formazione ({\displaystyle \Delta H_{\mathrm {f} }^{\circ }}) di un composto è descritto come il cambiamento dell'entalpia quando il composto si forma dai suoi elementi separati. Quando il calore di formazione di un composto è diverso o da una previsione o da un composto di riferimento, questa differenza può spesso essere attribuita alla tensione. Ad esempio, {\displaystyle \Delta H_{\mathrm {f} }^{\circ }} per il cicloesano è −29,9 kcal/mol, mentre {\displaystyle \Delta H_{\mathrm {f} }^{\circ }} per il metilciclopentano è −25,5 kcal/mol. Malgrado abbiano gli stessi atomi e lo stesso numero di legami, il metilciclopentano è più alto come energia del cicloesano. Questa differenza di energia può essere attribuita alla tensione d'anello di un anello a cinque membri che è assente nel cicloesano. Sperimentalmente, l'energia di tensione è spesso determinata usando i calori di combustione, il che è normalmente un esperimento facile da eseguire.
Determinare l'energia di tensione all'interno di una molecola richiede la conoscenza dell'energia interna attesa senza la tensione. Ci sono due modi per fare questo. Primo, si deve confrontare con un composto simile che manca di tensione, come nell'esempio precedente del metilcicloesano. Sfortunatamente, può essere spesso difficile ottenere un composto adatto. Un'alternativa è usare il metodo di Benson dell'incremento dei gruppi. Finché sono disponibili incrementi dei gruppi adatti per gli atomi all'interno di un composto, può essere fatta una previsione di {\displaystyle \Delta H_{\mathrm {f} }^{\circ }}. Se il {\displaystyle \Delta H_{\mathrm {f} }^{\circ }} sperimentale differisce dal {\displaystyle \Delta H_{\mathrm {f} }^{\circ }} previsto, questa differenza di energia può essere attribuita all'energia di tensione.

## Tipi di tensione

### Tensione di van der Waals
La tensione di van der Waals, o tensione sterica, si manifesta quando atomi non legati sono costretti più vicini gli uni agli altri di quanto permetta la somma dei loro raggi di Van der Waals. Specificamente, la tensione di van der Waals è considerata una forma di tensione in cui gli atomi interagenti sono ad almeno quattro legami di distanza gli uni dagli altri. La quantità di tensione sterica in molecole simili è dipendente dalla dimensione dei gruppi che interagiscono; i gruppi ter-butile voluminosi prendono più spazio dei gruppi metile e spesso generano maggiori interazioni steriche.
Gli effetti della tensione sterica nella reazione delle trialchilammine con il trimetilborano furono studiati da Brown et al. Essi trovarono che quando le dimensioni dei gruppi alchilici nell'ammina erano aumentate, diminuiva anche la costante di equilibrio per la formazione dell'addotto. Tale diminuzione fu attribuita alla tensione sterica tra i gruppi alchilici dell'ammina e i gruppi metilici sull'atomo di boro.

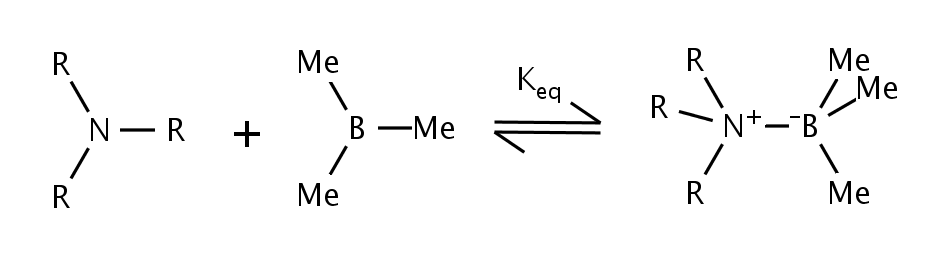
Reazione di trialchilammine con il trimetilborano.

#### Tensione delsin-pentano
Ci sono situazioni in cui conformazioni apparentemente identiche non sono uguali come energia di tensione. La tensione del sin-pentano è un esempio di questa situazione. Ci sono due modi diversi di mettere entrambi i legami centrali nell'n-pentano in una conformazione gauche, uno dei quali è di 3 kcal/mol più alto come energia dell'altro. Quando due legami sostituiti da metile sono ruotati da anti a gauche in direzioni opposte, la molecola assume una conformazione simile al ciclopentano dove i due gruppi metilici terminali sono messi in prossimità. Se i legami sono ruotati nella stessa direzione, questo non accade. La tensione sterica tra i due gruppi metilici terminali spiega la differenza di energia tra le due conformazioni simili, ma molto diverse.

#### Tensione allilica

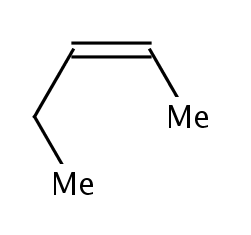
I gruppi allilici metile ed etile sono uniti tra loro.

La tensione allilica, o tensione A1,3, è strettamente associata alla tensione del sin-pentano. Un esempio di tensione allilica si può vedere nel composto 2-pentene. È possibile che il sostituente etilico dell'olefina ruoti in modo tale che il gruppo metilico terminale sia portato vicino al gruppo metilico vicinale dell'olefina. Questi tipi di composti di solito assumono una conformazione più lineare per evitare la tensione sterica tra i sostituenti.

#### Tensione 1,3-diassiale
La tensione 1,3-diassiale è una forma di tensione simile a quella del sin-pentano. In questo caso, viene a verificarsi una tensione dovuta all'interazione sterica tra un sostituene di un cicloesano ('α') e alle interazioni gauche tra un sostituente alfa ed entrambi i legami dei carboni metilenici lontani dal sostituente in questione (si ha, cioè, un'interazione 1,3-diassiale). Quando il sostituente è assiale, viene portato vicino ad un idrogeno assiale in posizione γ. La quantità di tensione è dipende principalmente dalle dimensioni del sostituente e in una conformazione a sedia può essere attenuata posizionando il sostituente in una posizione equatoriale. La differenza di energia tra le due conformazioni è chiamata valore A ed è conosciuta per numerosi sostituenti. Il valore A è un parametro termodinamico e fu inizialmente misuratocon vari metodi. Tra questi si utilizzò l'equazione dell'energia libera di Gibbs e, per esempio, l'equilibrio riduzione di Meerwein–Ponndorf–Verley/ossidazione di Oppenauer per la misurazione del valore A della coppia cicloesanone/cicloesanolo (0,7 kcal · mol−1)

### Tensione torsionale
La tensione torsionale è la resistenza opposta alla rotazione dei legami. Nelle molecole cicliche è anche chiamata tensione di Pitzer.
La tensione torsionale avviene quando atomi separati da tre legami sono posizionati in conformazione eclissata anziché in una conformazione sfalsata più stabile. La barriera di energia rotazionale tra le conformazioni sfalsate dell'etano è di circa 2,9 kcal · mol−1. All'inizio si credeva che la barriera di energia rotazionale fosse dovuta alle interazioni steriche tra idrogeni vicinali, ma il raggio di Van der Waals dell'idrogeno è troppo piccolo per causare una tale differenza di energia. Recenti ricerche hanno dimostrato che la conformazione sfalsata potrebbe essere più stabile a causa di un effetto di iperconiugazione.  Una rotazione che causi un allontanamento dalla conformazione sfalsata interrompe questa forza stabilizzante.
Molecole più complesse, come il butano, hanno più di una possibile conformazione sfalsata. La conformazione anti del butano è di circa 3,8 kcal · mol−1 più stabile della conformazione gauche. Entrambe queste conformazioni sfalsate sono più stabili delle conformazioni eclissate. Invece che ad un effetto iperconiugativo, come nell'etano, l'energia tensionale nel butano è causata sia da interazioni steriche tra i gruppi metilici che agli angoli tensionali causati da queste interazioni.

### Tensione d'anello
Secondo la teoria VSEPR sui legami molecolari, la geometria preferita da una molecola è quella in cui sia gli elettroni di legame che quelli di antilegame sono quanto più lontani possibili. Nelle molecole, è piuttosto comune che questi angoli siano leggermente inferiori o superiori al loro valore ottimale. Ci si riferisce a questa tensione come alla tensione d'anello o tensione d'angolo o tensione di Bayer.  Il più semplice esempio di tensione d'angolo è data dai piccoli cicloalcani come ciclopropani e ciclobutani. Per di più, spesso si verificano conformazioni eclissate in sistemi ciclici la cui tensione non può essere attenuata.
| Dimensioni dell'anello | Energia tensionale (kcal/mol) |    | Dimensioni dell'anello | Energia tensionale (kcal/mol) |
| ---------------------- | ----------------------------- | -- | ---------------------- | ----------------------------- |
| 3                      | 27,5                          | 10 | 12,4                   |                               |
| 4                      | 26,3                          | 11 | 11,3                   |                               |
| 5                      | 6,2                           | 12 | 4,1                    |                               |
| 6                      | 0,1                           | 13 | 5,2                    |                               |
| 7                      | 6,2                           | 14 | 1,9                    |                               |
| 8                      | 9,7                           | 15 | 1,9                    |                               |
| 9                      | 12,6                          | 16 | 2,0                    |                               |

In linea di principio, la tensione d'angolo può verificarsi in composti aciclici ma è un fenomeno raro.

#### Anelli di piccole dimensioni
Il cicloesano è considerato un punto di riferimento nel determinare la tensione d'anello dei cicloalcani ed è comunemente accettato il fatto che sia caratterizzato da un'energia tensionale minima o nulla. Al confronto, cicloalcani di dimensioni inferiori hanno un'energia tensionale molto più elevata a causa della maggior tensione d'anello. Il ciclopropano ha la forma di un triangolo equilatero e quindi degli angoli di 60°, un valore molto inferiore a quello di 109,5° favorito da un carbonio ibridato sp3. Inoltre, gli idrogeni nel ciclopropano sono eclissati. Il ciclobutano subisce tensioni simili, con angoli di circa 88° (si ricordi che il ciclobutano non è del tutto planare) e idrogeni eclissati. L'energia tensionale del ciclopropano e del ciclobutano sono rispettivamente di 27,5 e 26,3 kcal · mol−1. Il ciclopentano subisce tensioni di gran lunga inferiori principalmente dovute alla tensione torsionale derivante dagli idrogeni eclissati e ha un'energia tensionale di 6,2 kcal · mol−1.

#### Tensione transanulare
Sorprendentemente, gli anelli di dimensioni medie (da 7 a 13 atomi di carbonio) hanno un'energia tensionale superiore a quella del cicloesano. Questa tensione transanulare si verifica quando il cicloesano tenta di evitare un angolo che produce tensione torsionale. Nel far questo, i gruppi metilenici lontani gli uni dagli altri vengono avvicinati e si produce tensione di Van der Waals.

#### Sistemi biciclici
La quantità di energia tensionale nei sistemi biciclici è data, in prima approssimazione, dalla somma dell'energia tensionale di ogni singolo anello. In alcuni casi questo non è vero in quanto la fusione degli anelli può produrre nuove tensioni.